# Ferdinand von Kinsky

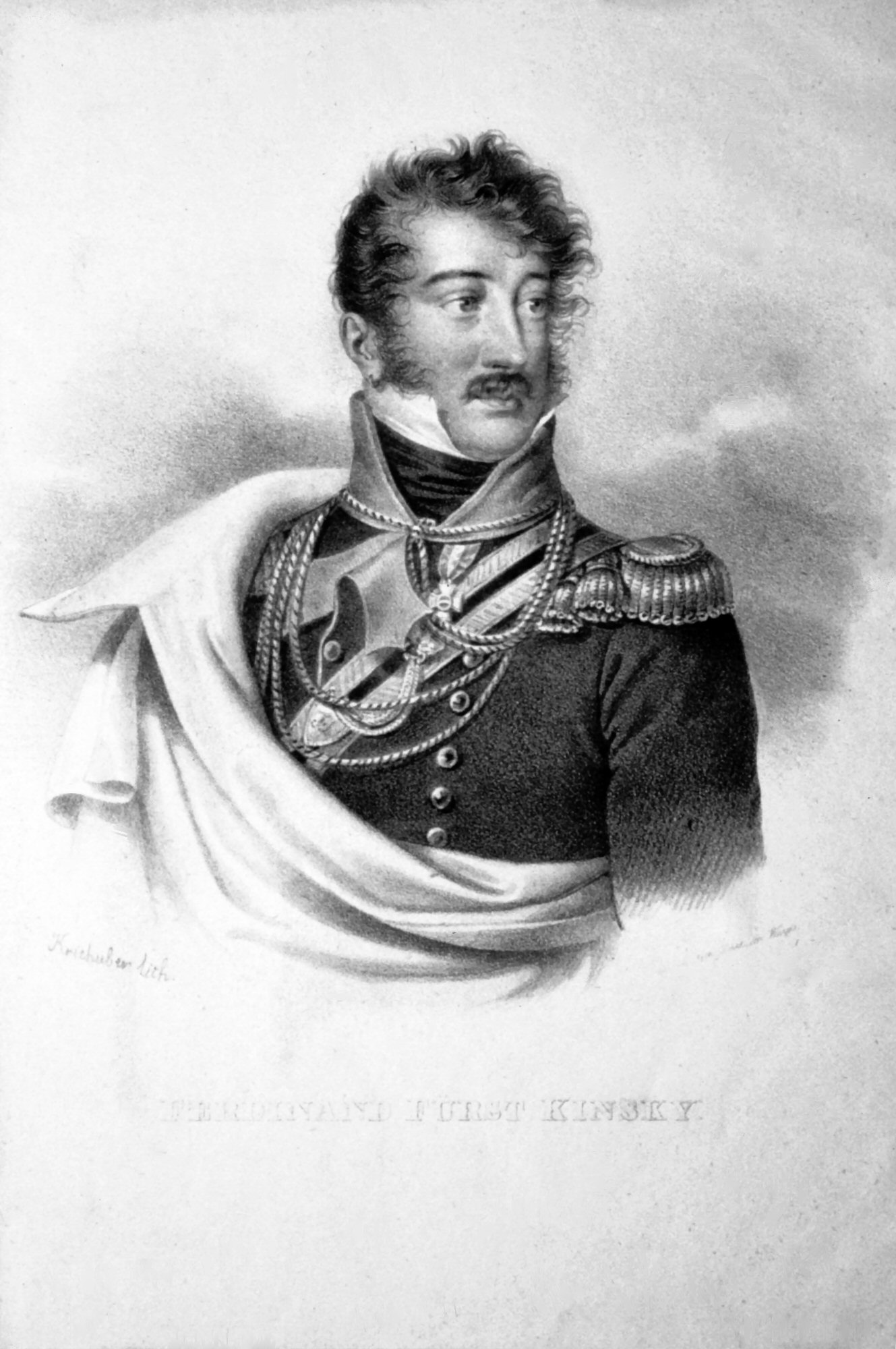
Fürst Ferdinand Kinsky, Lithographie von Josef Kriehuber, 1829

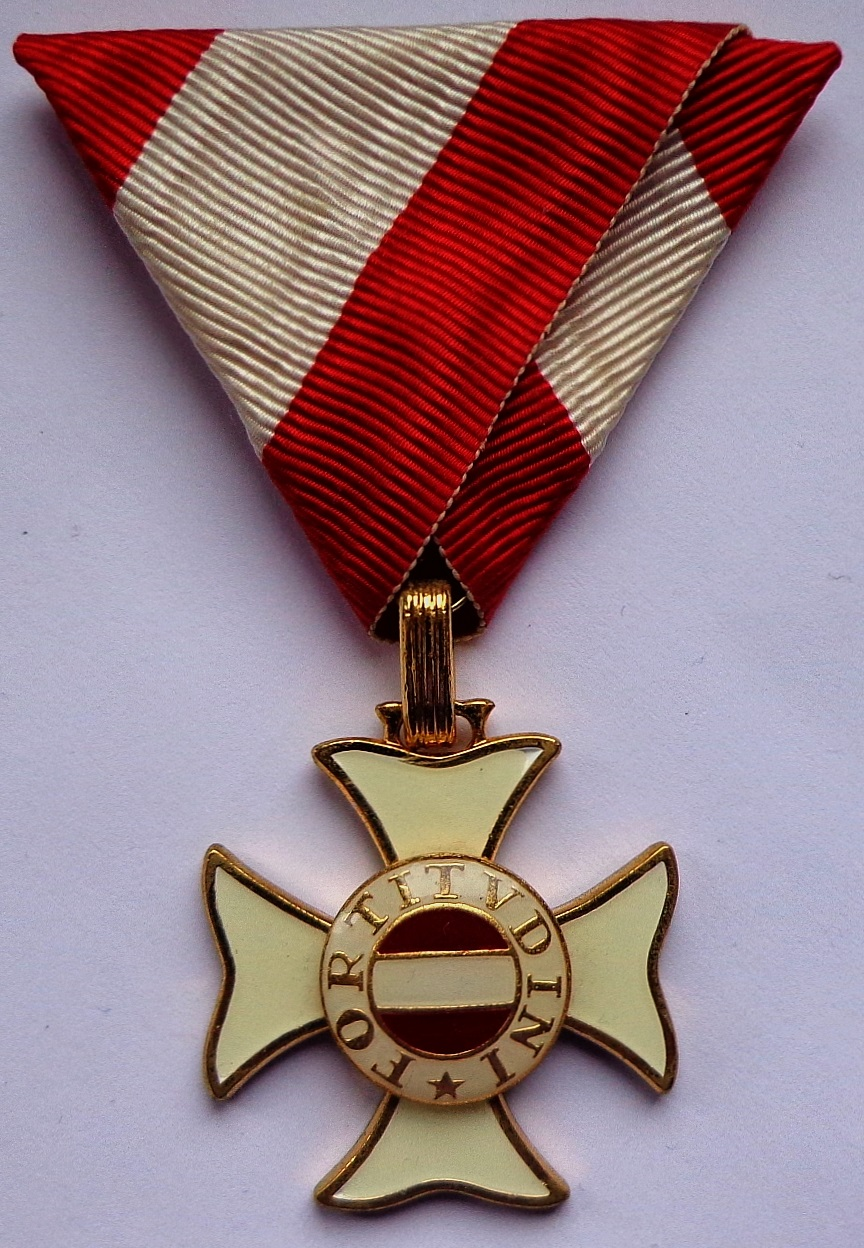
Ritterkreuz des Militär-Maria-Theresien-Ordens

Fürst Ferdinand Johannes Nepomuk Joseph Kinsky von Wchinitz und Tettau (tschechisch Ferdinand Jan Nepomuk Josef kníže Kinský z Vchynic a Tetova; * 4. Dezember 1781 in Wien; † 3. November 1812 in Weltrus) war ein böhmischer Fürst des Hauses Kinsky und österreichischer Offizier.

## Leben
Er war der Sohn des Fürsten Joseph Ernst Kinsky von Wchinitz und Tettau (1751–1798) und seiner Frau Maria Rosa geb. Gräfin Harrach (1758–1814). Im Alter von 17 Jahren verlor er seinen Vater und wurde Fürst und Majoratsherr. Der Einfall der Franzosen 1809 bewog ihn, dem Landsturm als Hauptmann beizutreten. Das von ihm geführte Bataillon erhielt den Namen „Legion Erzherzog Karl“ und wurde den in Bayern operierenden österreichische Truppen zugeteilt. Der Fürst focht mit seinem Bataillon in den Schlachten von Regensburg, Aspern und Wagram. Erzherzog Karl zeichnete ihn auf dem Schlachtfeld von Aspern mit dem Militär-Maria-Theresia-Orden aus.
Es erfolgte die Beförderung zum Oberstleutnant. 1811 kam der Fürst zu den Schwarzenberg-Ulanen und rückte in kurzer Zeit zum Oberst auf. Ferdinand Fürst Kinsky war zusammen mit dem Fürsten Franz Joseph Maximilian von Lobkowitz und Erzherzog Rudolf einer der großen Förderer Beethovens. Mit ihnen zusammen stiftete er dem Komponisten ab 1809 eine lebenslange Rente. 1812 stürzte er bei der Besichtigung seiner Güter in Weltrus vom Pferd und starb kurz darauf an den Folgen des Unfalls.

## Familie
Der Ehe mit Maria Karolina von Kerpen entstammen die drei Söhne (Rudolf, Hermann und Josef).